# Khongman
Khongman is een census town in het district Imphal-Oost van de Indiase staat Manipur. 

## Demografie
Volgens de Indiase volkstelling van 2001 wonen er 5465 mensen in Khongman, waarvan 48% mannelijk en 52% vrouwelijk is. De plaats heeft een alfabetiseringsgraad van 76%. 